# Dakota (dinosaurus)

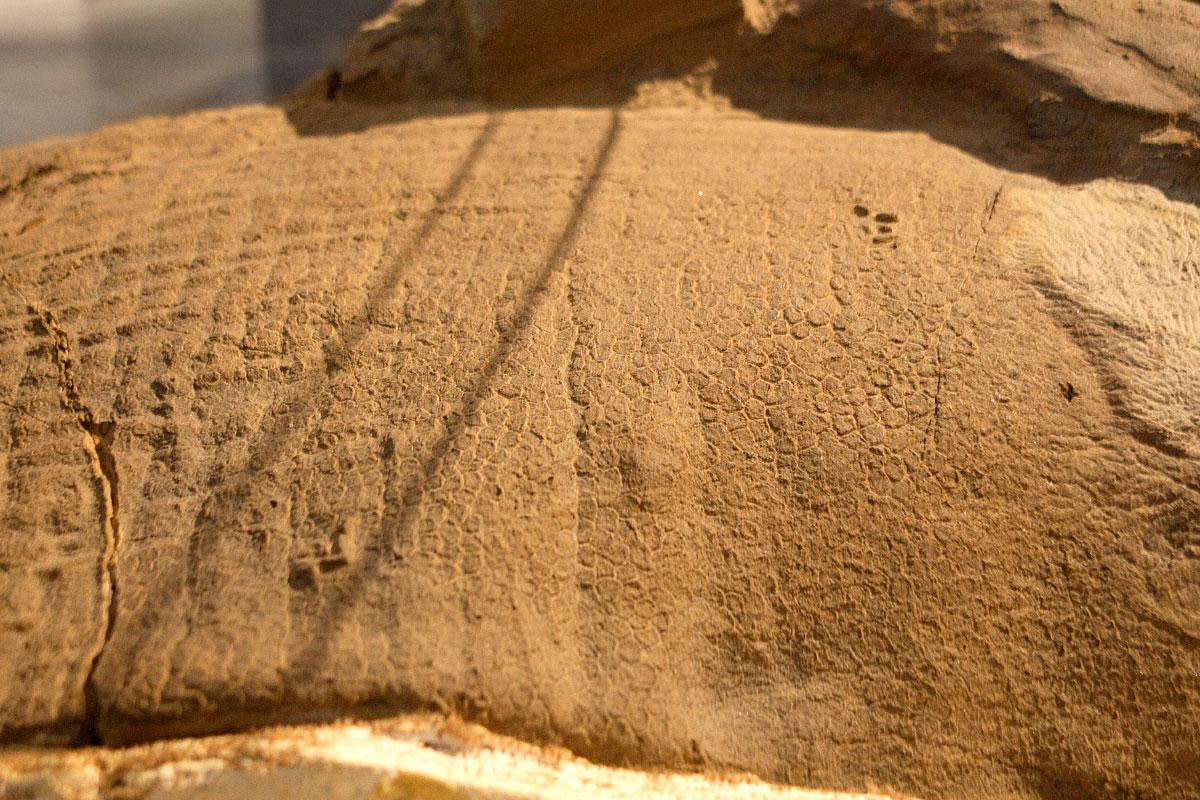
Fosilní otisk kůže „Dakoty“

Dakota je přezdívka pro unikátně zachovanou zkamenělinu velkého kachnozobého dinosaura (hadrosaurida) z období konce svrchní křídy (asi před 67 miliony let). Fosilie dinosaura (zřejmě rodu Edmontosaurus) se dochovala i s měkkými tkáněmi, otisky kůže a obrysy vnitřních orgánů. Patří mezi tzv. dinosauří mumie, podobně jako Brachylophosaurus „Leonardo“.

## Historie
Dakota byla objevena v Severní Dakotě (USA) mladým sběratelem fosílií Tylerem Lysonem v roce 1999. Jde o objev jednoho z posledních dinosaurů, pocházejícího ze sedimentů souvrství Hell Creek. Sám dinosaurus byl zaživa asi 11 metrů dlouhý a kolem 3,5 tuny těžký. Spolu s jeho trojrozměrně zachovanou kůží byly objeveny také biomolekulární komplexy. Jde o jednu z nejlepších zkamenělin dinosaurů, objevených v celé historii.

## Výzkum
Na výzkumu se podílel britský paleontolog Phillip Lars Manning, který o něm také napsal knihu Grave Secrets of Dinosaurs, vydanou v roce 2008. Na projektu výzkumu dinosaura se významně podílel také National Geographic. Fosílie byla zkoumána obřími CT skeny firmy Boeing a stále je podrobně studována paleontology v USA.
Podobně slavnými zkamenělinami jsou například exempláře druhu Tyrannosaurus rex s přezdívkou Stan a Sue.